# Uchgaon
Uchgaon è una suddivisione dell'India, classificata come census town, di 22 581 abitanti, situata nel distretto di Kolhapur, nello stato federato del Maharashtra. In base al numero di abitanti la città rientra nella classe III (da 20 000 a 49 999 persone).

## Geografia fisica
La città è situata a 16° 41' 56 N e 74° 16' 30 E.

## Società

### Evoluzione demografica
Al censimento del 2001 la popolazione di Uchgaon assommava a 22 581 persone, delle quali 11 983 maschi e 10 598 femmine. I bambini di età inferiore o uguale ai sei anni assommavano a 3 065, dei quali 1 702 maschi e 1 363 femmine. Infine, coloro che erano in grado di saper almeno leggere e scrivere erano 16 142, dei quali 9 259 maschi e 6 883 femmine.